# Quint Tul·li Ciceró
Quint Tul·li Ciceró (en llatí Quintus Tullius Cicero) era fill de Marc Tul·li Ciceró II i germà de Marc Tul·li Ciceró l'orador. Va néixer aproximadament l'any 102 aC. Es va educar amb el seu germà al que va acompanyar a Atenes el 79 aC.
Va ser elegit edil curul l'any 67 aC, i pretor el 62 aC i tot seguit va succeir a Luci Valeri Flac com a governador d'Àsia on va exercir el seu mandat durant tres anys, i es va enfrontar a molts notables grecs i romans de la província, tant pel seu caràcter violent com pels abusos del seu llibert favorit Estaci. Els rumors d'aquests excessos van portar a Ciceró a escriure-li una famosa carta, Epistulae ad Quintum fratrem on, després d'haver-lo advertit de les seves faltes i de la impressió desfavorable que havien produït, procedeix a detallar les qualificacions, els deures, i la conducta d'un governant provincial perfecte.
Va tornar a Roma el 58 aC, quan el seu germà havia marxat a l'exili, on va ser rebut amb honor per un gran nombre de ciutadans. Va treballar vigorosament per tal d'aconseguir el retorn del seu germà de l'exili i com a conseqüència va ser amenaçat amb un judici penal per Appi Claudi, fill de Gai Clodi, i en una ocasió va ser agredit per uns mercenaris dirigits pels demagogs.
L'any 55 aC va ser nomenat llegat de Juli Cèsar al que va acompanyar a Britànnia i a la tornada va anar (54 aC) amb una legió contra els nervis (nervii). Després de la destrucció de la Legió XIV Gemina i la mort de Luci Aurunculeu Cotta i Quint Tituri Sabí a la batalla del Jeker, el seu campament de Namur va ser atacat pels eburons d'Ambiòrix amb qui altres tribus de gals revoltats s'havien aliat. Les mesures enèrgiques de Ciceró, tot i el seu delicat estat de salut, van salvar la situació i va aguantar fins que va arribar Cèsar, que el va felicitar a ell i als seus soldats, participant després en l'extermini dels eburons en venjança per la derrota en la batalla del Jeker. L'any 52 aC, al final de la campanya es va estacionar a Matisco per passar l'hivern, amb la Legió VI Ferrata.
Quint va ser un dels llegats del seu germà l'orador a Cilícia l'any 51 aC i va dirigir les operacions contra els muntanyesos de la frontera amb Síria. A la Segona guerra civil va seguir al seu germà al camp de Gneu Pompeu. Després de la batalla de Farsàlia (48 aC) no va tardar a fer les paus amb Cèsar a Alexandria (47 aC), cosa que el va portar a enemistar-se amb el seu germà.
No se'n torna a parlar fins a l'any 43 aC quan va ser proscrit pels triumvirs. A més de la seva activitat militar va ser escriptor i poeta, però de les seves obres només en queden uns fragments. Es va casar amb Pompònia, germana de Tit Pomponi Àtic, però aquesta unió va ser desgraciada. Van tenir un fill conegut per Quint Tul·li Ciceró el jove.

## Obra traduïda al català
- Manual de campanya electoral (en llatí-català). Traducció: Ignasi X. Adiego i Alejandra de Riquer.  Martorell: Adesiara, 2017 (Aetas). ISBN 978-84-16948-09-3.